# Air Bud: World Pup
Air Bud: World Pup (br: Bud 3 - Jogando Futebol; pt: Air Bud - A Nova Geração) é um filme americano lançado em 2000. É o terceiro filme da série "Air Bud". World Pup foi o primeiro filme da série "Air Bud" a não ser lançado nos cinemas nos americanos, no entanto, foi lançado em cinemas Filipinos por um tempo limitado.

## Sinopse
A mãe de Josh, Jackie, acaba de se casar com o veterinário Patrick Sullivan. Josh e seu melhor amigo, Tom Stewart, acabaram de entrar para o time de futebol da escola, quando o treinador revela que o time vai passar a ser misto. Josh conhece Emma, uma garota inglesa que acabou de se mudar para os EUA com sua família; e ela não só estará jogando em seu time, como também tem uma golden retriever chamada Molly, para a alegria de Buddy.

## Elenco
- Kevin Zegers – Josh Framm
- Martin Ferrero – Snerbert
- Dale Midkiff – Dr. Patrick Sullivan
- Shayn Solberg – Tom Stewart
- Caitlin Wachs – Andrea Framm
- Chilton Crane – Sr. Jackie Framm-Sullivan
- Brittany Paige Bouck – Emma Putter
- Miguel Sandoval – Treinador Montoya
- Chantal Strand – Tammy
- Duncan Regehr – Geoffrey Putter
- Briana Scurry – Ela Memsa
- Alexander Ludwig – Participação
- Don McMillan – Webster

## Produção
As filmagens ocorreram em Vancouver, British Columbia, Canadá. O campo de futebol e os prédios de tijolos vermelhos ao fundo das cenas fazem parte da Escola Elementar Shaughnessy.